# Stadion
Stádion je prostor oziroma prizorišče športnih ali kulturnih prireditev, ki se večinoma odvijajo na prostem. Ime stadion izvira iz grške dolžinske mere »stadij«, ker je bil osrednji prostor antičnih stadionov tekaška proga dolga točno en stadij. En stadij meri približno 190 m, vendar se dolžina razlikuje za nekaj metrov med različnimi grškimi mestnimi državami.

## Vrste stadionov
- nogometni stadion
- atletski stadion
- bejzbolski stadion
- biatlonski stadion (pri nas na Pokljuki)
- hipodrom (konjeniški oz. kasaški stadion)
- motociklistični stadion
- velodrom (kolesarski stadion/dirkališče)
- večnamenski stadion